# Демердзис, Константинос
Константинос Демерцис (греч. Κωνσταντίνος Δεμερτζής; 7 ноября 1876, Афины — 13 апреля 1936, Афины) — греческий юрист и политик.

## Биография

### Ранняя жизнь
Константинос Демердзис родился 7 ноября 1876 года в Афинах.
Получил юридическое образование, учась на юридическом факультете Афинского университета. В 1896 году был удостоен докторской степени. Затем он отправился в Мюнхен, где оставался в течение трёх лет. Вернувшись в Афины, Демерцис начал успешно заниматься юридической практикой. В 1904 году он стал преподавателем римского права и работал четыре года.
В 1910 году Демердзис впервые был избран депутатом от округа Виотия от Либеральной партии на выборах во Второй ревизионный парламент, которые состоялись 28 ноября 1910 года.
Константинос внёс большой вклад в пересмотр Конституции в 1911 году. Имея хорошую власть в судебной системе, он выступал за приостановление жизни судей, полагая, что только тогда Верховный суд Греции будет восстановлен и воссоздан.

### Первые политические действия (1912—1928)
На следующих парламентских выборах 1912 года Демердзис также был избран депутатом и в 1913 году сменил Николаса Стратоса в министерстве военно-морских дел правительства Элефтериоса Венизелоса, где он оставался около года. Он также стал министром военно-морского флота во второй раз при правительстве Александроса Заимиса в 1917 году.
В 1924 году вместе с другими политиками того времени он основал недолго существовавшую « Объединённую прогрессивную партию», в которой был провозглашен лидером.
В июне 1925 года офицер Теодорос Пангалос пришёл к власти и в сентябре того же года распустил парламент. Несколько месяцев спустя, в марте 1926 года, после отставки президента Греции Павлоса Кунтуриотиса, который протестовал против произвола правительства Пангалоса, Демердзис был выдвинут почти всеми партиями в качестве общего кандидата на его место. Демократические партии в конце концов призвали воздержаться, но безрезультатно, в то время как Демердзис не получил поддержки. В итоге Теодорос Пангалос был успешно избран президентом республики, получив 782 589 голосов против 56 126 за Константиноса Демердзиса.
После падения диктатуры Пангалоса на выборах 7 ноября 1926 года Демердзис был избран депутатом парламента Греции.
В 1928 году Константинос занял должность профессора гражданского права юридического факультета Афинского университета. С того годадо 1935 года он не вмешивался в политику, ограничиваясь своими университетскими обязанностями.

### Премьер-министр (1935—1936)
В 1935 году, после восстановления монархии в государстве, Константинос Демердзис, будучи теперь выше политических партий того времени, был приглашён королём Георгом II занять пост премьер-министра и, наконец, сформировать правительство, сменив Георгиса Кондилиса. 30 ноября 1935 года Демердзис был приведён к присяге в качестве председателя правительства, оставив за собой министерство иностранных дел. Временное правительство Демердзиса отвечало за проведение парламентских выборов, которые состоялись 26 января 1936 года, по системе пропорционального представительства.
Выборы были проведены честно, но их результатом стало почти полное равенство в парламенте либералов-венизелистов и роялистов-антивенизелистов. Пока Демердзис оставался на посту премьер-министра, обе стороны, получившие более чем по 140 мандатов, вели тайные переговоры о коалиционном соглашении с набравшим всего 15 мандатов Народным фронтом, основу которого составляла Коммунистическая партия Греции. Когда сведения об этом стали достоянием гласности, военный министр в правительстве Демердзиса генерал Александрос Папагос заявил, что армия не потерпит правительства при участии коммунистов. После этого его сменил во главе военного ведомства другой генерал — Иоаннис Метаксас.
На следующий день после выборов Демердзис подал в отставку в распоряжение короля, но поскольку все попытки договориться с политическими лидерами о формировании правительства провалились, согласно тогдашней конституции, король снова обратился к Демерцису, чтобы сформировать правительство, а затем быть судимым парламентом, приняв вотум доверия.
В конце концов этот процесс не был завершён, поскольку утром 13 апреля 1936 года Константинос Демерцис умер от сердечного приступа, по-прежнему занимая пост премьер-министра. Его преемником король Георг II назначил Иоанниса Метаксаса, который был заместителем Демердзиса.

## Оценка
В целом Константинос Демердзис был видным университетским и политическим деятелем. В греческой политике он участвовал как умеренный роялист. Демердзис опубликовал много статей по наследственному праву римлян и германскому кодексу (1904). Именно это исследование дало ему образование в университете. В 1913 году он опубликовал свой двухтомный труд «О финансах государства», а также «Об ответственности государства за незаконные действия и бездействие его служащих». Это послужило толчком к созданию Гражданского кодекса, где Демердзис был назначен председателем его исследовательского комитета. В дополнение к своей академической, писательской и политической карьере он также занимался журналистикой. Работал редактором «Дейли телеграф» (греч. Ημερήσιος Τηλέγραφος). Его сыном был Александр Демердзис, дипломатический чиновник, который умер молодым в Швейцарии.